# William Forbes (6e baronnet)
William Forbes (1739-1806) est un banquier écossais. Il est également connu comme un propriétaire, philanthrope et écrivain.

## Biographie
Il est né à Édimbourg le 5 avril 1739. Son père Willam Forbes, héritier d'un baronnet de la Nouvelle-Écosse, est avocat; le domaine familial de Monymusk dans l'Aberdeenshire avait été vendu par son grand-père. La grand-mère maternelle de Forbes est une sœur de Lord Pitsligo, dont les activités en 1745 ont conduit à la confiscation de son domaine, également dans l'Aberdeenshire. Sa mère, Christian Forbes, est membre d'une branche collatérale de la famille Monymusk et est restée veuve lorsque William n'avait que quatre ans. Elle s'est installée à Aberdeen en 1745 pour l'éducation de ses enfants, qui sont élevés dans l'Église épiscopalienne écossaise. Son frère cadet est décédé en 1749 et, en octobre 1753, Lady Forbes, avec son fils survivant, s'est installée à Édimbourg .
Un ami de la famille, Sir Francis Farquharson de Haughton, s'est arrangé avec MM. Coutts, une importante firme de banquiers d'Édimbourg, pour faire admettre Forbes en tant qu'apprenti, en 1754. Il est sous les ordres des fils de John Coutts . L'apprentissage a duré quatre ans, puis il est commis au comptoir pendant deux ans de plus, à l'issue desquels il reçoit une petite part de l'entreprise en tant qu'associé.
En 1761, John Coutts, le principal associé de la firme d'Édimbourg, meurt, ne laissant aucun des fils de John Coutts l'aîné en mesure de la diriger . Un nouveau partenariat avec Forbes, est proposé et établi en 1763. Après sept ans (en 1770), il épouse Elizabeth Hay, la fille aînée de Sir James Hay de Smithfield, Bart. Sa mère est décédée en 1789 .
De 1763 à 1773, les membres actifs de l'entreprise, toujours sous le nom d'origine, sont Sir Robert Herries, Forbes et James Hunter Blair (1er baronnet). Le nom Coutts est conservé jusqu'en 1773, date à laquelle un nouveau contrat est conclu, et la société devient Forbes, Hunter, & Co., Sir William Herries s'étant installé à Londres pour diriger dans St. James's Street l'entreprise connue plus tard sous le nom de Herries & Co. Forbes est maintenant le chef de la firme et décide de limiter les transactions de la maison à la seule banque. La banque est devenue l'une des plus fiables d'Écosse et est restée stable lors des crises financières et des paniques de 1772, 1788 et 1793. En 1783, l'entreprise, après des préliminaires difficiles, commence à publier des notes .
Forbes est devenu une autorité en matière de finances et, en 1783, il participe à l'élaboration de la loi révisée sur la faillite. William Pitt le Jeune le consultait et adopte en 1790 certaines de ses suggestions sur les timbres des lettres de change. En 1799, Pitt lui propose une pairie irlandaise, qu'il refuse. En 1838, l'entreprise est devenue l'Union Bank of Scotland.
Forbes travaille pour récupérer certaines des possessions aliénées de ses ancêtres. Le fils unique de Lord Pitsligo, l'hon. John Forbes, avait acheté Pitsligo. William Forbes a acheté une partie de la baronnie supérieure (la baronnie inférieure était passée par achat à un étranger), et à la mort de John Forbes, il a réuni l'ensemble en 1781. Il améliore le domaine et aménage le village de New Pitsligo en 1783. Cette année-là, il est l'un des cofondateurs de la Royal Society of Edinburgh . Forbes participe également à des projets philanthropiques à Édimbourg: le High School, la Merchant Company, le Morningside Lunatic Asylum et le Blind Asylum. Forbes et son partenaire commercial Hunter Blair soutiennent la construction du pont sud. Il réussit à donner aux épiscopaux écossais une position plus sûre à Édimbourg.

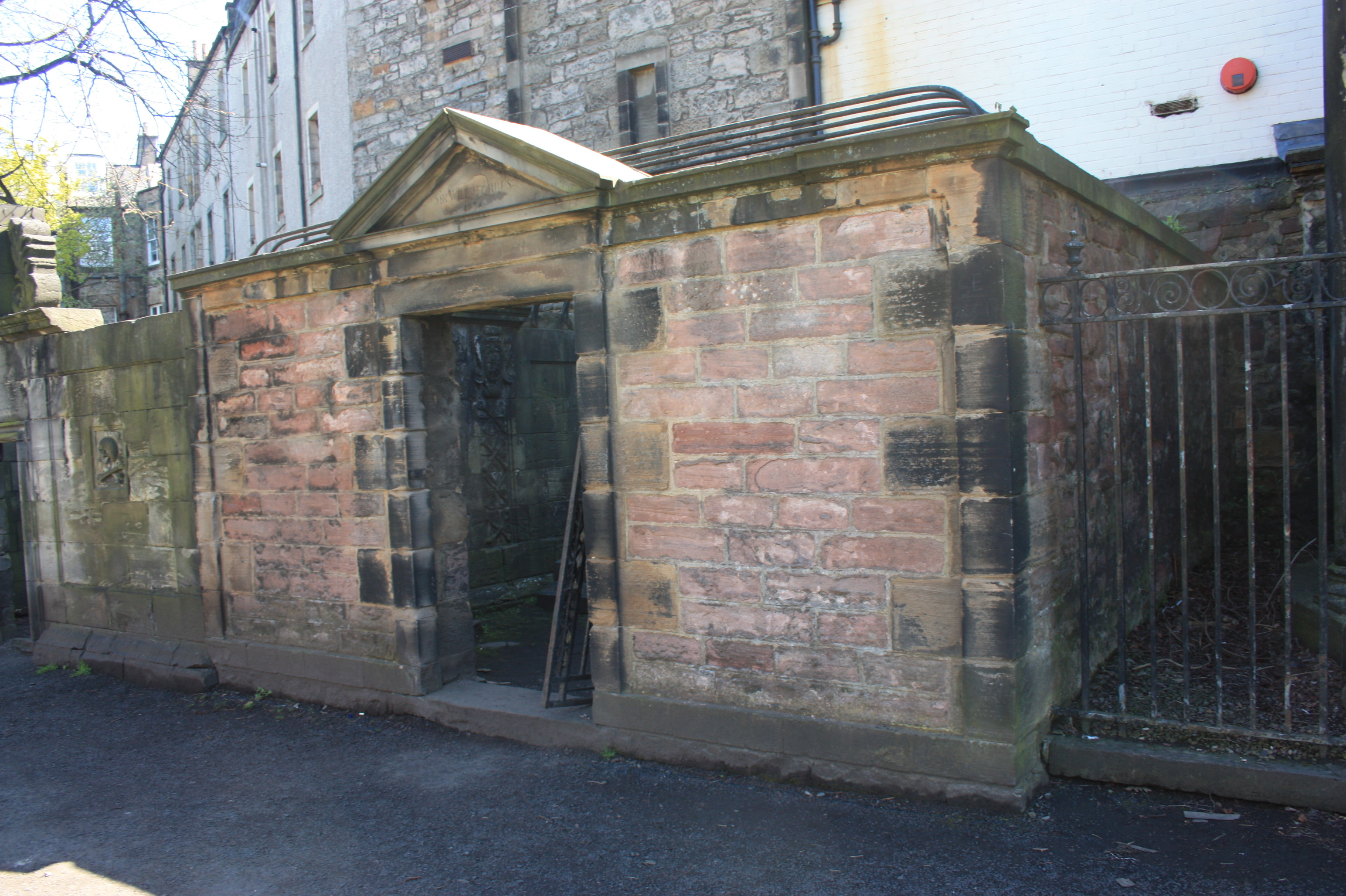
La tombe de Sir William Forbes de Pitsligo, Greyfriars Kirkyard

Forbes a décliné les invitations à se présenter au Parlement. Il est membre du club littéraire de Samuel Johnson et il est mentionné âr James Boswell dans Tour to the Hebrides. Lady Forbes, avec qui il a effectué sa seule longue visite sur le continent en 1792-17, est décédée en 1802. Il est décédé au 39 George Street à Édimbourg le 12 novembre 1806. Il est enterré à Greyfriars Kirkyard dans le caveau immédiatement à l'est de la tombe en dôme de MacKenzie sur le côté sud.

## Travaux
Sa longue amitié avec le poète James Beattie lui a permis de produire An Account of the Life and Writings of James Beattie, LL. D., y compris plusieurs de ses lettres originales . Celui-ci parut en deux volumes quarto en 1806 et est republié en trois volumes octavo l'année suivante. Forbes a écrit avant cela l'hommage à sa mère, qui reste en manuscrit jusqu'en 1875, une autre partie du même manuscrit, non encore imprimé, étant consacrée à la mémoire de sa femme. Dans le récit de la dernière maladie et mort de Dame Christian Forbes, 1875, Forbes rend hommage à sa mère.
Il est également l'auteur des " Mémoires d'une maison de banque " en 1803.

## Famille
Le 20 septembre 1770, Forbes épouse Elizabeth Hay (décédée le 26 décembre 1789), fille de Sir James Hay de Haystoun, 4e baronnet de Smithfield et de Dorriel Campbell. Ils ont eu treize enfants:
1. Sir William Forbes, 7e baronnet de Pitsligo (21 décembre 1773 - 10 octobre 1828)
2. Christian Forbes, (6 juin 1775 - 1863), qui épouse Sir Alexander Wood
3. John Hay Forbes (Lord Medwyn) (19 septembre 1776-25 juillet 1854)
4. James Forbes (9 avril 1778)
5. Rebecca Forbes, (24 décembre 1779-1826) qui épouse Alexander Ranaldson MacDonell (en) de Glengarry
6. Elizabeth Forbes, (2 mars 1781 - 1840), qui épouse Colin Mackenzie de Portmore. Elizabeth est une grande beauté et est peinte par Henry Raeburn [4]
7. Daniel Forbes (7 août 1782)
8. Adam Forbes (7 septembre 1783)
9. Grace Forbes, sa fille, (23 mars 1785)
10. Jane Forbes, (10 juin 1787-24 novembre 1862) qui épouse, le 11 septembre 1806, James Skene de Rubislaw. Parents de William Forbes Skene
11. Frances Farquharson Forbes, (10 août 1788)
12. George Forbes (5 septembre 1790-26 septembre 1857), banquier
13. Charles Forbes (23 novembre 1791)

James David Forbes et Sir John Stuart Hepburn Forbes sont ses petits-fils et George Forbes est son arrière-petit-fils .